# Philoscia dobakholi
Philoscia dobakholi là một loài chân đều trong họ Philosciidae. Loài này được Chopra miêu tả khoa học năm 1924.